# Cheiracanthium gracile
Cheiracanthium gracile es una especie de araña del género Cheiracanthium, familia Cheiracanthiidae, suborden Araneomorphae. Fue descrita científicamente por L. Koch en 1873.

## Distribución
Se distribuye por Australia (Queensland, Nueva Gales del Sur).